# 华东复叶耳蕨
华东复叶耳蕨（学名：Arachniodes pseudoaristata）为鳞毛蕨科复叶耳蕨属下的一个种。